# Aureliano de Beruete
Aureliano de Beruete y Moret (ur. 1845 w Madrycie, zm. 1912 tamże) – hiszpański malarz. Z zawodu był prawnikiem, angażował się również w politykę kraju, jednak porzucił swój zawód na rzecz malarstwa.
Studiował na Królewskiej Akademii Sztuk Pięknych św. Ferdynanda w Madrcyie. Jego nauczycielem był Carlos de Haes, znał również artystę Darío de Regoyos. Podróżował do Paryża, gdzie poznał członków szkoły z Barbizon i malarza Martina Rico.
W kręgu jego najbliższych przyjaciół-malarzy byli Ramon Casas i Joaquín Sorolla, który zorganizował w swoim domu pośmiertną antologiczną wystawę prac Beruete.
Malował impresjonistyczne pejzaże, pełne światła otwarte przestrzenie. Na swoich pracach często przedstawiał Madryt, Toledo oraz pasmo górskie Sierra de Guadarrama.
Jego syn, Aureliano de Beruete y Moret, był znanym krytykiem sztuki i dyrektorem Muzeum Prado.